# Sébastien Lefebvre
Sébastien Lefebvre (Montréal, 5 giugno 1981) è un cantautore, polistrumentista, produttore discografico e conduttore radiofonico canadese, famoso per essere la terza voce e il chitarrista del gruppo pop punk franco-canadese Simple Plan. Dal 2009 ha inoltre intrapreso una carriera solista, pubblicando 4 EP, uno dei quali in collaborazione con la cantante canadese Katie Rox.

## Biografia
Lefebvre è cresciuto a Laval, Québec, con i suoi genitori e i tre fratelli. È molto affezionato al fratello maggiore, Jai Léfebvre. Ha anche due sorelle più piccole, Andrée-Anne ed Eloisa. Jai è menzionato tra i crediti dell'album Still Not Getting Any..., nonché in quelli dei Simple Plan nel sito di Man of the Hour e Myspace, dove è ringraziato per "catering".
I suoi genitori divorziarono quando era alle superiori. Si pensa che i due si siano risposati, in quanto nei ringraziamenti di Simple Plan l'artista ringrazia "i miei quattro genitori". Sua madre, Lorraine Pépin, lavora come psicologa per bambini e assistente sociale a Montréal, mentre suo padre, Jean Léfebvre, lavora nelle risorse umane sempre nella stessa città.
Sébastien, oltre a suonare con i Simple Plan, dal 2009 ha intrapreso una carriera da solista, e dopo You Are Here/Vous Etes Ici, scritto, registrato e prodotto personalmente, pubblica nel 2010 un EP natalizio con la cantante canadese Katie Rox, conosciuta durante un tour con i Simple Plan e con cui ha stretto una profonda amicizia. Nel 2011 pubblica il suo secondo EP Les Robots.
L'11 luglio 2012 annuncia la pubblicazione del suo terzo EP, More Sake Por Favor, uscito successivamente il 20 luglio e anticipato dal singolo My Dear, il cui video, diretto da Jacob Drake, viene pubblicato il 16 luglio. Tra il 2013 e il 2014 produce per la cantante canadese Andee il suo album di debutto, Black and White Heart, per il quale ha inoltre scritto e composto quasi tutti i brani.
Dal 2006 inoltre conduce un programma radiofonico con il giornalista Patrick Langlois, amico di vecchia data di Sébastien e dei Simple Plan, chiamato Man of the Hour, in onda ogni mercoledì su idobi Radio.

## Influenze
In un'intervista Lefebvre ha espresso il suo apprezzamento per i Florence and the Machine e Björk, della quale si è dichiarato un grande fan.

## Discografia

### Da solista
EP
- 2009 – You Are Here/Vous Etes Ici
- 2010 – Christmas Etc (con Katie Rox)
- 2011 – Les Robots
- 2012 – More Sake Por Favor

### Con i Simple Plan
Album in studio
- 2002 – No Pads, No Helmets... Just Balls
- 2004 – Still Not Getting Any...
- 2008 – Simple Plan
- 2011 – Get Your Heart On!
- 2016 – Taking One for the Team

## Video musicali
| Anno | Canzone        | Regista            |
| ---- | -------------- | ------------------ |
| 2009 | I Fall for You | Chuck Comeau & RT! |
| 2012 | My Dear        | Jacob Drake        |